# (651) Antikleia
(651) Antikleia ist ein Asteroid des Hauptgürtels, der am 4. Oktober 1907 vom deutschen Astronomen August Kopff in Heidelberg entdeckt wurde. 
Der Asteroid wurde benannt nach Antikleia, der Mutter des Odysseus.